# Élections locales nord-irlandaises de 2005
Les élections locales nord-irlandaises de 2005 se déroulent le 5 mai 2005.

## Résultats
| Partis | Partis                                 | Voix    | Voix  | Voix          | Total des sièges | Total des sièges |
| Partis | Partis                                 | Votes   | %     | +/−           | Sièges           | +/−              |
| ------ | -------------------------------------- | ------- | ----- | ------------- | ---------------- | ---------------- |
|        | Parti unioniste démocrate              | 208 278 | 29,6  | 8,2           | 182 / 582        | 51               |
|        | Sinn Féin                              | 163 205 | 23,2  | 2,5           | 126 / 582        | 18               |
|        | Parti unioniste d'Ulster               | 126 317 | 18,0  | 4,9           | 115 / 582        | 39               |
|        | Parti social-démocrate et travailliste | 121 991 | 17,4  | 2,0           | 101 / 582        | 16               |
|        | Parti de l'Alliance d'Irlande du Nord  | 35 149  | 5,0   | 0,1           | 30 / 582         | 2                |
|        | Parti vert                             | 5 703   | 0,8   | Nv.           | 3 / 582          | Nv.              |
|        | Parti unioniste progressiste           | 4 591   | 0,7   | 0,9           | 2 / 582          | 2                |
|        | Autres                                 |         |       |               | 23 / 582         |                  |
| Total  | Total                                  |         | 100,0 | en stagnation | 582 / 582        | en stagnation    |